# ان‌جی‌سی ۴۳۸۸
ان‌جی‌سی ۴۳۸۸ (انگلیسی: NGC 4388) نام یک کهکشان در صورت فلکی دوشیزه است.